# Ислам в Лихтенштейне
По данным Государственного департамента США, в Лихтенштейне проживает 1384 мусульманина, что составляет 4 % от всей численности населения страны.
В 2004 году правительство создало рабочую группу для лучшей интеграции членов мусульманской общины в жизнь страны. Совместно с Лихтенштейнской библиотекой рабочая группа издала книги на турецком языке, а также книги об исламе.
По предложению рабочей группы правительство в 2006 году оказало мусульманской общине финансовую поддержку на сумму 20 тыс. долларов США (25 000 швейцарских франков).
С 2001 года правительство выделило общине место жительства для одного имама и временное жильё для имама во время рамадана. Правительство проводит политику регулярной выдачи виз имамам в обмен на согласие турецкой ассоциации и исламского сообщества по предотвращению религиозного экстремизма.
Население достаточно толерантно по отношению к мусульманам, в 2008 более половины опрошенных жителей поддержали строительство мечети.